# Brielle
Brielle, také Den Briel, je město v Nizozemsku, v severní části ostrova Voorne-Putten. K městu přísluší také menší obce Vierpolders a Zwartewaal.
Brielle je staré opevněné město, název pochází z keltského slova broglio (loviště, obora), městská práva získalo v roce 1306. Ve středověku mělo město vlastní přístav a bylo významným obchodním střediskem, mělo dokonce své obchodní osady ve Švédsku.
Obsazení města mořskými geusy 1. dubna 1572 bylo klíčovou bitvou Nizozemské revoluce, na památku této události se v předvečer 1. dubna slaví tzv. kalknacht, křídová noc, kdy mládež z celého města vyjde do ulic a pomalovává okna křídou či na ně píše různé nápisy. Zvyk je oficiálně zakázán, vzhledem k obrovské popularitě je ale přes pokuty a napomenutí policie prováděn nadále. 
9. července 1572 bylo v Brielle oběšeno devatenáct katolíků z města Gorkum (dnes Gorinchem), převážně františkánských mnichů, kteří přes výhrůžky povstalců odmítli přejít k protestantismu. Katolická církev je dnes ctí jako gorkumské mučedníky a Brielle je tak katolickým poutním místem.
Brielle je od roku 1985 partnerským městem Havlíčkova Brodu.